# 34143 Heeric
34143 Heeric è un asteroide della fascia principale. Scoperto nel 2000, presenta un'orbita caratterizzata da un semiasse maggiore pari a 2,5501304 au e da un'eccentricità di 0,1011508, inclinata di 2,33249° rispetto all'eclittica.